# IJshockey op de Olympische Zomerspelen 1920

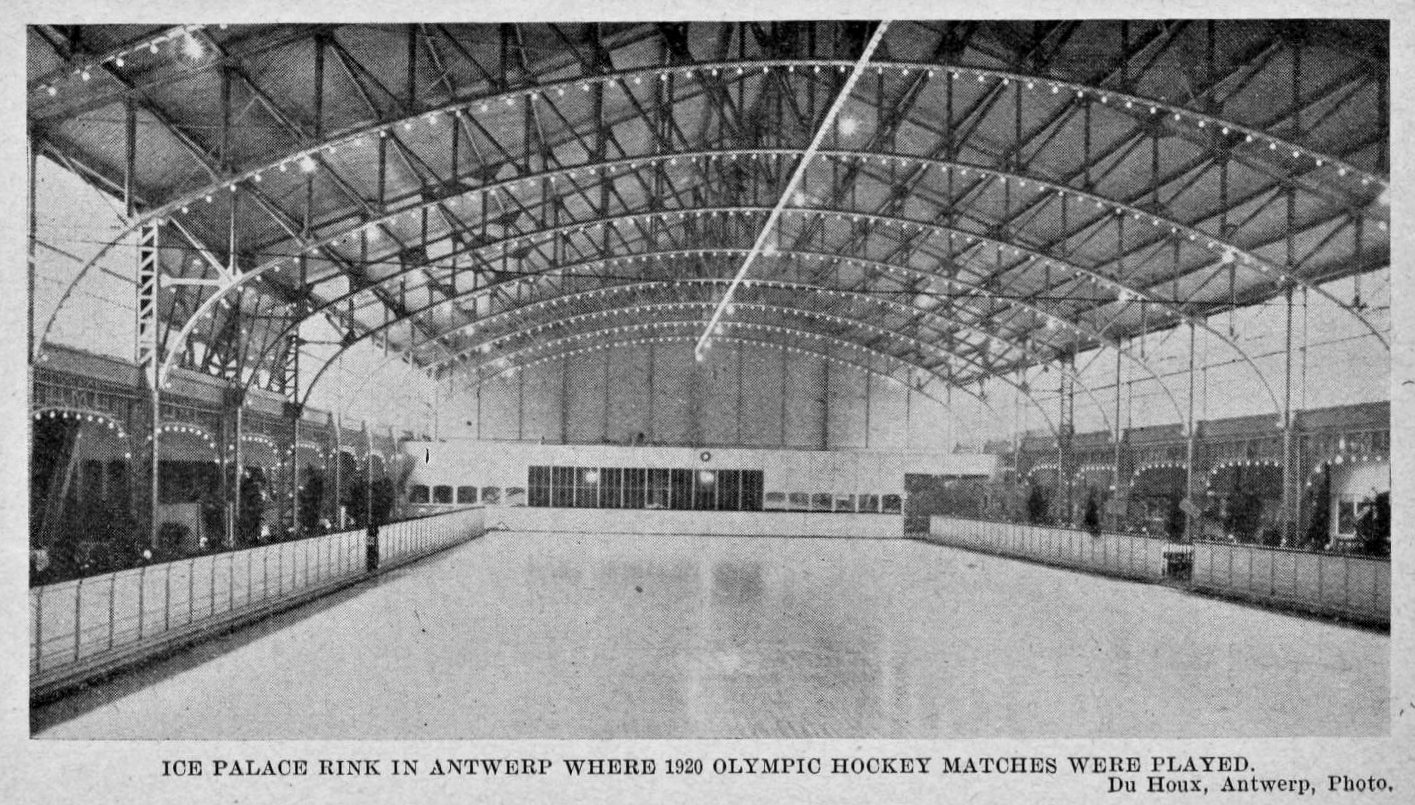
het Palais de Glace d'Anvers waar de wedstrijden plaatsvonden

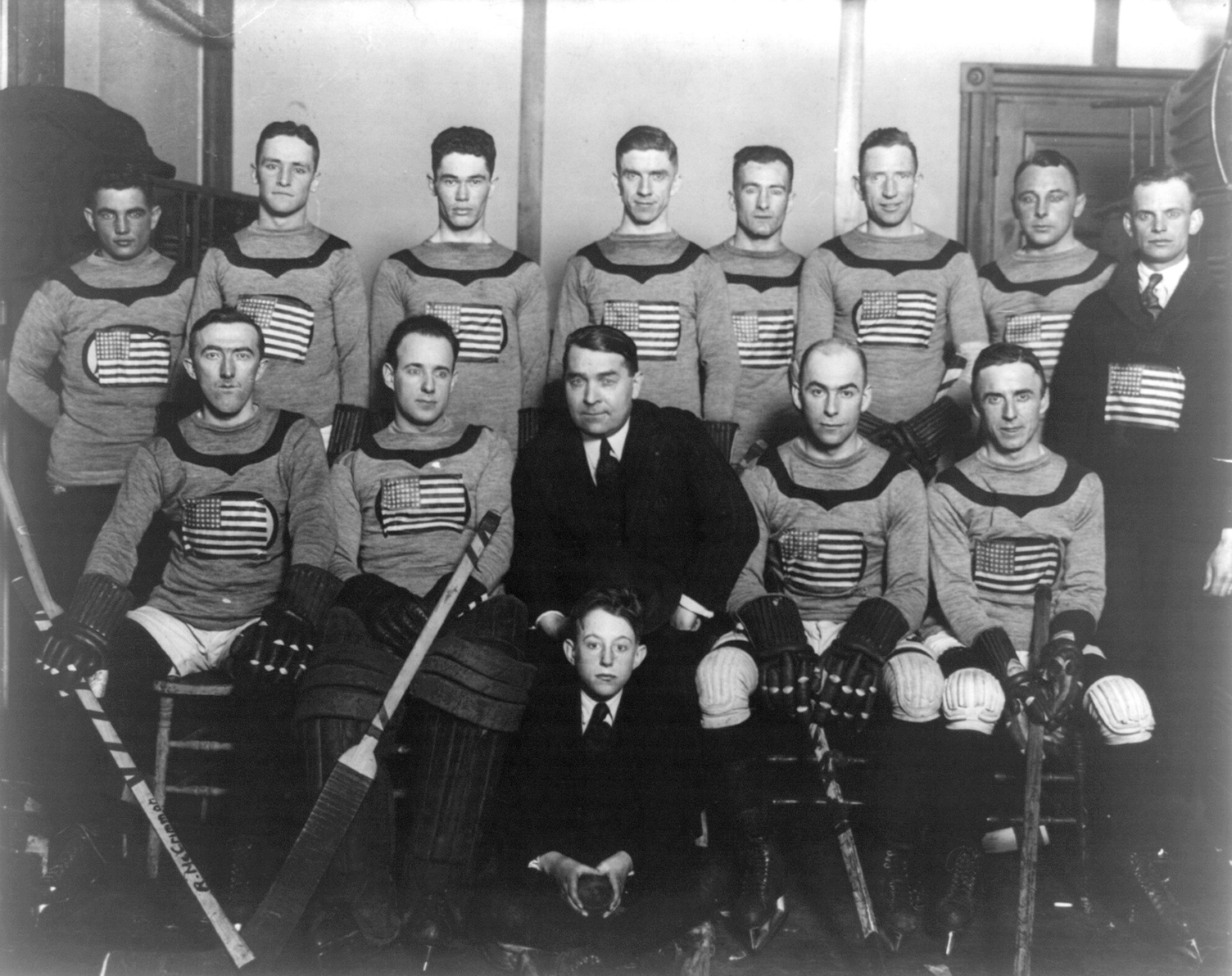
het team van de Verenigde Staten

IJshockey is een van de sporten die beoefend werden tijdens de Olympische Zomerspelen 1920 in Antwerpen. Het was de enige keer dat ijshockey op het programma van de zomerspelen stond. Vanaf 1924 werd het opgenomen in de Olympische Winterspelen. De wedstrijden vonden plaats in het IJspaleis.
Dit ijshockeytoernooi was tevens het eerste wereldkampioenschap ijshockey. Er namen zeven teams deel. Frankrijk kreeg een bye in de eerste ronde en kon rechtstreeks naar de halve finale.

## Heren

### Kwartfinales
| datum    | tijd  | land             | score  | land              |
| -------- | ----- | ---------------- | ------ | ----------------- |
| 23 april | 21:30 | België           | 0 - 8  | Zweden            |
| 24 april | 17:00 | Verenigde Staten | 29 - 0 | Zwitserland       |
| 24 april | 21:30 | Canada           | 15 - 0 | Tsjecho-Slowakije |

### Halve finales
| datum    | tijd  | land   | score | land             |
| -------- | ----- | ------ | ----- | ---------------- |
| 25 april | 17:00 | Zweden | 4 - 0 | Frankrijk        |
| 25 april | 21:00 | Canada | 2 - 0 | Verenigde Staten |

### Finale
| datum    | tijd  | land   | score  | land   |
| -------- | ----- | ------ | ------ | ------ |
| 26 april | 22:00 | Canada | 12 - 1 | Zweden |

### Wedstrijden om de zilveren medaille
| datum    | tijd  | land             | score  | land              |
| -------- | ----- | ---------------- | ------ | ----------------- |
| 27 april | 22:00 | Verenigde Staten | 7 - 0  | Zweden            |
| 28 april | 22:00 | Verenigde Staten | 16 - 0 | Tsjecho-Slowakije |

### Wedstrijden om de bronzen medaille
| datum    | tijd  | land              | score | land        |
| -------- | ----- | ----------------- | ----- | ----------- |
| 28 april | 23:30 | Zweden            | 4 - 0 | Zwitserland |
| 29 april | 23:00 | Tsjecho-Slowakije | 1 - 0 | Zweden      |

### Eindrangschikking
| Goud | Zilver | Brons | 4 |
| Canada Robert Benson Walter Byron Frank Fredrickson Chris Fridfinnson Magnus Goodman Haldor Halderson Konrad Johannesson Allan Woodman                           | Verenigde Staten Raymond Bonney Anthony Conroy Herbert Drury Edward Fitzgerald George Geran Frank Goheen Joseph McCormick Lawrence McCormick Frank Synott Leon Tuck Cyril Weidenborner | Tsjecho-Slowakije Karel Hartmann Vilém Loos Jan Palouš Jan Peka Karel Pešek Josef Šroubek Otakar Vindyš Karel Wälzer           | Zweden Eric Burman Seth Howander Albin Jansson Georg Johansson Einar Lindqvist Einar Lundell Hansjacob Mattsson Nils Molander David Säfwenberg Einar Svensson Wilhelm Arwe |
| 5 | 6 | 7 | |
| Zwitserland Rodolphe Cuendet Louis Dufour jr. Louis Dufour sr. Max Holzboer Marius Jaccard Bruno Leuzinger Paul Lob René Savoie Walter von Siebenthal Max Sillig | Frankrijk Jean Chaland Pierre Charpentier Henri Couttet Georges Dary Alfréd de Rauch Jacques Gaittet Léonhard Quaglia                                                                  | België Maurice Deprez Paul Goeminne Jean-Maurice Goossens Paul Loicq Philippe Van Volckxsom Gaston Van Volxem François Vergult | |

Antwerpen 1920 · 
Chamonix 1924 · 
St. Moritz 1928 · 
Lake Placid 1932 · 
Garmisch-Partenkirchen 1936 · 
St. Moritz 1948 · 
Oslo 1952 · 
Cortina d'Ampezzo 1956 · 
Squaw Valley 1960 · 
Innsbruck 1964 · 
Grenoble 1968 · 
Sapporo 1972 · 
Innsbruck 1976 · 
Lake Placid 1980 · 
Sarajevo 1984 · 
Calgary 1988 · 
Albertville 1992 · 
Lillehammer 1994 · 
Nagano 1998 · 
Salt Lake City 2002 · 
Turijn 2006 · 
Vancouver 2010 · 
Sotsji 2014 · 
Pyeongchang 2018 · 
Peking 2022

Lijst van olympische medaillewinnaars
Atletiek · Boksen · Boogschieten · Gewichtheffen · Hockey · Kunstrijden · Kunstwedstrijden · Moderne vijfkamp · Paardensport · Polo · Roeien · Rugby · Schermen · Schietsport · Schoonspringen · Tennis · Touwtrekken · Turnen · Voetbal · Waterpolo · Wielersport · Worstelen · IJshockey · Zeilen · Zwemmen